# SaskTel
Saskatchewan Telecommunications (SaskTel) est une société de la Couronne provinciale opérant sous l'autorité de The Saskatchewan Telecommunications Act.
C'est la principale société de télécommunications de la province de Saskatchewan et n'a pas d'activité en dehors. Elle fournit des services de télécommunications à 13 villes, 535 communautés et dans les alentours ruraux (incluant 50 000 fermes). La société a plus de 425 000 clients particuliers et professionnels pour 4 000 employés.